# Plamen Goranov
Plamen Goranov (bulharsky Пламен Любчев Горанов; 20. října 1976 – 3. března 2013 Varna) byl bulharský fotograf, horolezec a bojovník za občanská práva. Na protest proti politickému systému a korupci místní správy včetně starosty města Varny Kirila Jordanova se 20. února 2013 polil hořlavinou a zapálil. Svým zraněním podlehl po dvou týdnech.